# チビート

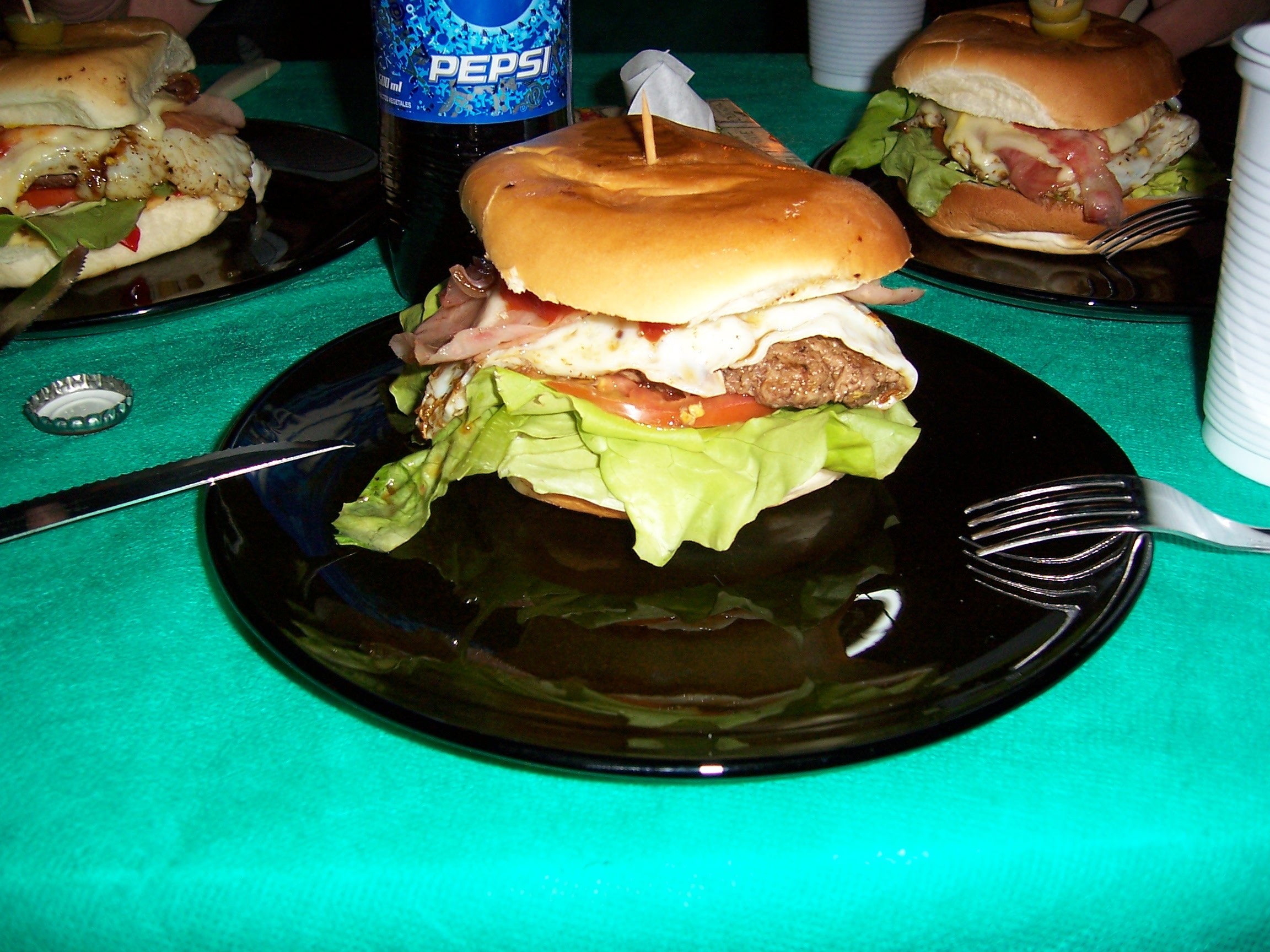
ウルグアイのチビート

チビート（スペイン語：chivito）とはウルグアイとアルゼンチンの料理である。名称はスペイン語で「ヤギ」を意味する名詞「チーボ」（chivo）に縮小辞「-ito」がついたもので、「小さなヤギ」または「子ヤギ」を意味する。

## ウルグアイのチビート
バンズに肉をはさんだハンバーガー風の料理であり、チュラスコで焼いた薄いステーキのような肉と野菜の他、必ずオリーブの実を挟むのが特徴である。特にモンテビデオでは大変ポピュラーであり、ベーコンやチーズを挟んだものや、目玉焼きを挟んだものもある。ウルグアイではハンバーガーの代わりによく食べられているが、ハンバーガー以上に食べ応えがある。名称と異なり、普通ヤギ肉は使われない。

### 主な材料
- ハンバーガー用のバンズ、または丸いパン。
- 肉（牛肉、もしくは羊肉、豚肉、鶏肉）
- ハム
- オリーブの実
- スライスチーズ
- レタス
- トマト
- マヨネーズ
- 塩、コショウ

ベーコンや卵は好みで追加する。

## アルゼンチンのチビート
アルゼンチンでは、子ヤギのローストをチビートと呼ぶ。